# Sapaudie

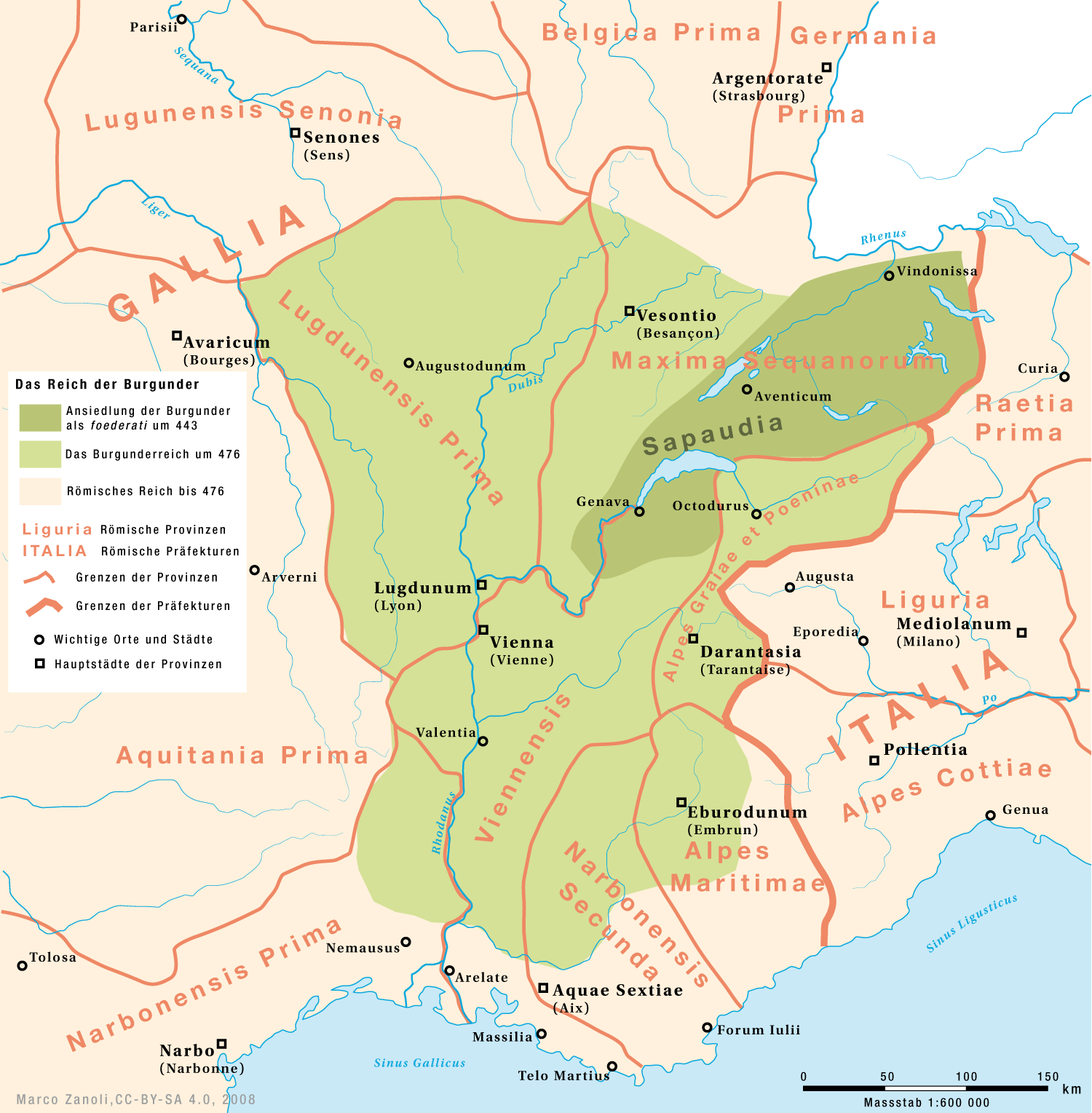
La Sapaudie en 443 (vert foncé) dans le royaume des Burgondes (vert clair), futur royaume de Bourgogne. Elle recouvre alors la plus grande partie du Plateau suisse

La Sapaudie (en latin Sapaudia) est le nom latin moderne désignant l'Allobrogie et la partie occidentale de l'Helvétie, ce qui correspond au territoire où vivaient les Allobroges et les Helvètes et où se sont installés les Burgondes en 443.
Celui-ci correspond à la région comprise entre le Jura et les Alpes, c'est-à-dire l'espace situé entre l'Ain, le Rhône, la région du Léman, le Jura et le bassin de l'Aar jusqu'au Rhin, soit la plus grande partie du plateau suisse actuel, incluant les civitas de Genève, Nyon et Avenches-Windisch.

## Toponymie
Le terme Sapaudia, littéralement « pays des sapins », est à l'origine du nom moderne Savoie.

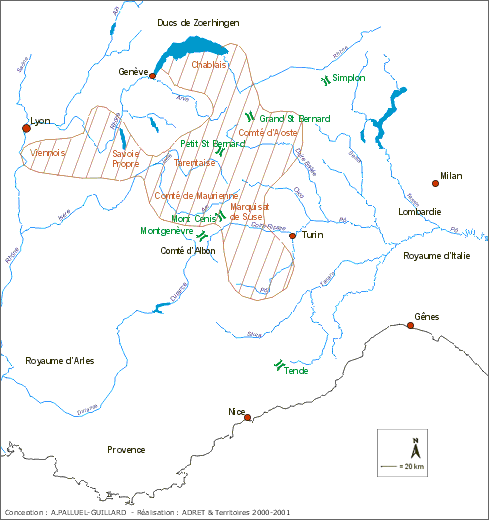
En 890, la Sapaudi n'est plus que la province de Savoie Propre, futur comté de Savoie, entrée dans les territoires contrôlés par la maison de Savoie.

L'usage du nom est attesté uniquement à partir de Ammien Marcellin, en 354, et les quelques lignes s'y rapportant. Il décrit ainsi le cours du Rhône : « De là (du lac Léman), d'où sans perte il va à travers la Savoie et les Séquanes ; et, ayant beaucoup avancé, il longe la Viennoise du côté gauche, la Lyonnaise du côté droit (...) »,,. L'historien Pierre Duparc, dans une publication de 1958, rappelle les différentes définitions de ses prédécesseurs, citant l'historien Camille Jullian qui considère que ce « pays que traverse le Rhône dès sa sortie du lac Léman et avant son entrée dans la région du Bugey. » ; selon l'historien suisse P.-E. Martin, il s'agirait plutôt du territoire entre Genève et Grenoble, avec probablement les vallées de Tarentaise et de Maurienne ; ou encore, pour le médiéviste français Ferdinand Lot, « La Sapinière [est] la partie montagneuse et sylvestre du grand territoire des Allobroges. ». L'étude du texte de Marcellin par l'historien Pierre Duparc amène à voir qu'il faut traduire la citation par « à travers la Sapaudia où sont les Séquanes ». Cette lecture permettant de définir le territoire ainsi désigné comme s'étendant de « la vallée du Rhône depuis le défilé de l'Écluse, en aval de Genève, et se serait étendue probablement jusqu'au confluent de l'Ain. »
La Sapaudia se confond donc avec les pays des Allobroges, mais aussi une partie de l'Helvétie jusqu'à Eburodunum (Yverdon). Contrairement à ce qu'ont pensé certains historiens, le Rhône ne faisait pas figure de frontière, mais celle-ci bien passait plus au nord, sur le piémont du Jura. Elle occupe donc les territoires entre les Alpes et le Jura, alors occupé par les Helvètes. Elle occupe plus précisément Genève, la moitié occidentale du Plateau suisse, une partie de l'actuel département de l'Ain et de la Haute-Savoie. La Sapaudia a été occupée par les Burgondes, à partir de 443 et Genève en était la capitale.
À partir de cette période l'Allobrogie perd son nom au profit de Sapaudia, jusqu'à faire disparaître l'expression antique vers le haut Moyen Âge. La Chronica Gallica de 452 cite la région en décrivant l'installation des Burgondes dans la province de Sapaudia,. « La 20e année du règne de Théodose la Sapaudia est donnée au reste des Burgondes pour être partagée avec les indigènes. »  (Sapaudia Burgondionibus data est ci un indigents dividenda), soit vers 443. D'autres mentions sont faites au Ve et au début du VIe siècle, à propos des Burgondes et la Sapaudia, mais sans apporter de précision sur la délimitation de l'espace géographique de la Sapaudia,. La Chronique de Prosper Tyro fait mention de la Sabaudia (455). Lors du partage de l'empire de Charlemagne en 806, on parle de la Saboja ou Saboia,, distinguée de la Maurienne et de la Tarentaise, d'ailleurs dès le VIe siècle, le territoire est divisé en cinq pagus major :
- Pagus Genevensis, futur comté de Genève et comté équestre
- Pagus Savogensis, futur comté de Savoie
- Pagus Bellicensis (Bugey)
- Pagus Tarentasia, futur comté de Tarentaise
- Pagus Maurianensis, futur comté de Maurienne

## Histoire

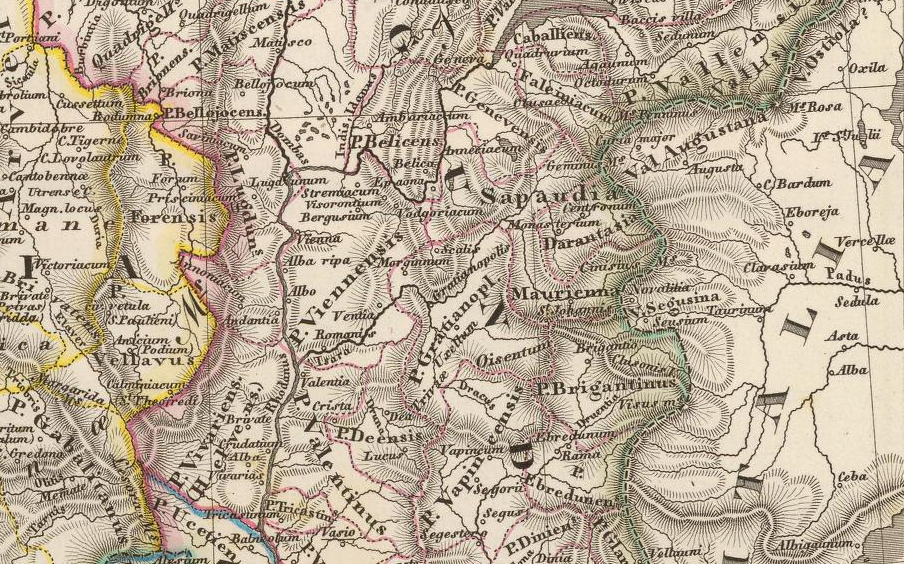
Pagi sous l'époque carolingienne, dans l'actuelle région Rhône-Alpes. On retrouve sur cette carte, les pagi savoyards : le pagus Savogensis (la Sapaudie ou la Savoie propre), le pagus Bellicensis (le Bugey), le pagus Genevensis (le Comté de Genève), le pagus Tarentasia (la Tarentaise) et le pagus Maurianensis (le Comté de Maurienne).

En 436, Aetius avec l'aide des Huns vainquit les Burgondes, un peuple germain, qui avaient tenté de s'emparer de la Belgique. Aetius venait de refuser aux Burgondes leur établissement en Lorraine et en Champagne actuelles. 
Vers 443, la Sapaudia est alors offerte par le général romain Aetius, avec l'aval de l'empereur Valentinien III aux Burgondes qu'il vient de soumettre. En réalité, ceux-ci sont transportés de force vers cette contrée, depuis le Palatinat. Gondicaire devient le premier roi de cette contrée. (Voir l'article Burgondes). En agissant ainsi, Aetius se faisait une réserve en armes et en hommes pour les guerres de Gaule et il sécurise la frontière avec les Alamans afin de stopper la progression de ces derniers sur le Plateau Suisse.  Toutefois, jusqu'à l'Empire carolingien, ce territoire n'a jamais été considéré comme une province ; d'ailleurs le nom de Burgundia Sabaudica indique bien cette dénomination d'une contrée et non d'une province. Les Burgondes déplacèrent l'ancienne capitale Worms à Genève.
Les limites de la Sapaudie, bien que difficiles à tracer, semblent être redéfinies lors de la succession de Charlemagne et correspondre dorénavant au territoire compris entre le Mâconnais et le Lyonnais à l'ouest (perdant l'évêché d'Avenches) et la Tarentaise et la Maurienne à l'Est et au Sud. Elle comprend désormais, outre le futur comté de Savoie, l'évêché de Belley, le Bugey septentrional, le Valromey et peut être le Chablais. L'absence de sources ne permet pas de dire à qui revenait ce territoire avant le Xe siècle, simplement que s'érigent un certain nombre de comtés sur les pagus, notamment autour des villes de Genève, Grenoble et Belley. Les quelques certitudes sont qu'aux environs de 880, la partie nord de cette contrée appartenait au royaume de haute-Bourgogne et le sud au royaume de Provence qui deviendra le Royaume d'Arles en 933, mais là encore, le partage est incertain.
Toutefois, il est affirmé que sous le règne de Rodolphe III de Bourgogne (888) la Sapaudia lui appartient entièrement, mais est divisée en plusieurs comtés (pagi), exception faite de la partie méridionale devenant le comté de Grenoble qui passe définitivement au royaume de France en 890. La Sapaudia n'est plus que la province de Savoie Propre, futur comté de Savoie, entrée dans les territoires contrôlés par la maison de Savoie.

## Démographie
Les historiens estiment qu'en 443 la population était entre 80 000 et 100 000 habitants en Sapaudia. Une étude démographique des cimetières a été effectuée et a démontré l’existence d’environ 400 000 Burgondes pendant plusieurs siècles. Une comparaison a été faite avec les autres peuples également fédérés par l’Empire Romain : la moyenne générale était de 25 000 habitants, dont 5 000 guerriers, pour les plus grands peuples ; et de 8 000 habitants dont 1 500 guerriers pour les peuples plus modestes. Ceci faisait du royaume Burgonde un peuple très important de l’époque. Cependant, même si les chiffres sont élevés, les Burgondes ne représentaient qu’un tiers, voire un dixième de la population en Sapaudia. Effectivement, la Sapaudia comptait déjà ses propres peuples d'origine Italiques avant l’arrivée des Burgondes.

## Religion en Sapaudie
Selon les historiens de l’Église Orose et Socrate, qui vivaient au Ve siècle, une grande partie des Burgondes établis en Sapaudia étaient catholiques, mais les rois de la deuxième dynastie étaient ariens, comme les rois Gondebaud, Sigismond, Godomar III et Godégisel avant qu’ils ne se convertissent.

## Première guerre de religion
Cela remonte en l’an 500 quand Clovis, qui s’était converti au catholicisme après sa victoire contre les Alamans, décida d’attaquer les Burgondes – il ne pouvait plus supporter que ceux-ci restent hérétiques et polythéistes. Il remporta bataille sur bataille et finit par gagner la guerre. Selon l’historien Grégoire de Tours, Clovis voulait surtout laver l’honneur de sa nouvelle femme Clotilde, nièce du roi burgonde Gondebaud, qu’il avait épousée en 493. 

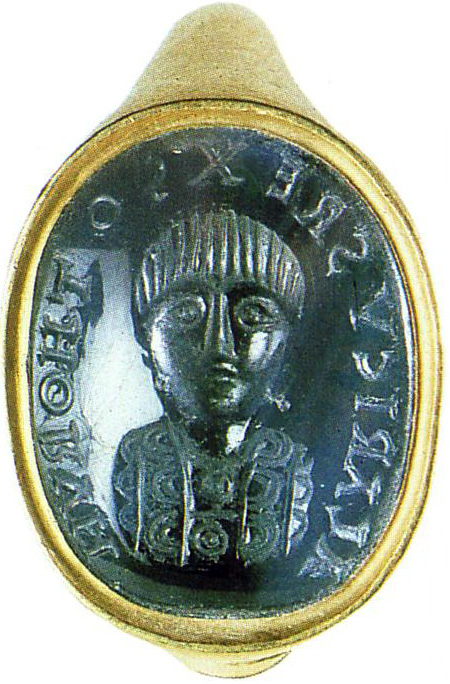
« Alaricus Rex Gothorum ». Anneau sigillaire d'Alaric II. Vienne, Kunsthistorisches Museum.

En revanche, tous les historiens sont d’accord pour dire que la guerre opposant Clovis et les Burgondes se passa en 500. D’autres historiens pensent que Clovis vainquit les Burgondes en 506 et qu’il se serait converti cette même année. Selon ces mêmes historiens, cette guerre n’était en rien religieuse. Godégisel, partageant le trône de la Burgondie (appelée aussi Sapaudie) avec son frère Gondebaud, aurait trahi ce dernier en faisant alliance avec Clovis. En échange de son appui, Godégisel promit à Clovis de devenir tributaire de ce dernier. Clovis força la frontière burgonde en l’an 500. Il combattit les armées de Gondebaud près de Dijon. C’est à ce moment que Godégisel fit volte-face et commença à attaquer les armées de son frère. Surpris, Gondebaud s’enfuit avec une partie de son armée et partit vers le sud du royaume, à Avignon. 
Ce choix lui permit de faire une alliance avec Alaric II, le roi des Wisigoths, qui vint à son secours en lui envoyant des troupes. De son côté, Godégisel reçut une garnison de Francs, puis s’installa à Vienne. À la fin de l’année 500, Gondebaud assiégea Vienne avec les troupes d’Alaric II. Vienne n’était pas prête à tenir un siège, Godégisel décida d’expulser toutes les bouches inutiles car la famine était toute proche. Il expulsa notamment l’employé de l’aqueduc, qui, vexé, proposa à Gondebaud d’entrer dans la ville par l’aqueduc. C’est ainsi que Gondebaud pénétra dans la ville et s’empara de Vienne. Godégisel s’était réfugié dans la cathédrale. Gondebaud l’y rejoignit et le tua sur place, ainsi que l’évêque. Il tua la femme et les deux fils de Godégisel, seules furent épargnées ses deux petites-filles : Sédéleubeude et Guntheuca. Gondebaud exécuta également les nobles burgondes et gaulois de Vienne. Les soldats francs furent arrêtés et livrés à Alaric II qui fut ainsi récompensé.